# James Dayton
James Dayton (de son vrai nom Walker James Niceware) est un scénariste et acteur américain né en 1860 et décédé le 18 août 1924 à Los Angeles (Californie).

## Filmographie

### comme acteur
- 1911 : Lieutenant Grey of the Confederacy
- 1911 : Making a Man of Him
- 1911 : Out-Generaled

### comme scénariste
- 1911 : Old Billy
- 1912 : As Told by Princess Bess
- 1913 : Sheridan's Ride
- 1914 : The Chorus Girl's Thanksgiving
- 1915 : To Redeem an Oath
- 1915 : The Bay of Seven Isles
- 1915 : The Prophet of the Hills